# Relazioni bilaterali tra Estonia e Lituania
Con relazioni tra Estonia e Lituania si fa riferimento ai rapporti diplomatici intrattenuti dai due Paesi baltici, rispettivamente il più settentrionale e il più meridionale. Sia l'Estonia che la Lituania contano un'ambasciata nelle rispettive capitali, Tallinn e Vilnius. Entrambi i paesi sono membri a pieno titolo della NATO e dell'Unione europea, oltre ad adottare la stessa valuta, l'Euro.

## Storia
Entrambi i paesi condividono un passato come repubbliche socialiste dell'Unione Sovietica.
La Lituania e l'Estonia ristabilirono le loro relazioni diplomatiche il 16 giugno 1991.

## Accordi
Molti degli accordi vigenti tra i due paesi sono di carattere trilaterale, in quanto stipulati anche in presenza della Lettonia, la nazione baltica centrale.
Nel 2002, l'accordo di libero scambio firmato nel 1993 tra gli Stati baltici è stato sostituito quando Estonia, Lettonia e Lituania hanno aderito all'Unione europea.
Nel 2017, i tre paesi baltici hanno sottoscritto un'intesa relativa al settore ferroviario. Si è trattata di una precondizione per una possibile ferrovia ad alta velocità che possa essere realizzata per collegare Vilnius a Tallinn passando per Riga.